# All You Need Is Love
"All You Need Is Love" é uma das canções mais famosas da história da música, criada pelo grupo musical The Beatles. É também o nome de um single lançado pelo grupo.
Em 1967, a equipe do canal londrino BBC convidou os Beatles a participarem do primeiro evento transmitido mundialmente via-satélite, ao vivo simultaneamente para 26 países: o programa Our World. Esse trabalho envolveu redes de TV das Américas, Europa, Escandinávia, África, Austrália e Japão.
Foi então solicitado que o grupo escrevesse uma música cuja mensagem pudesse ser entendida por todos os povos do planeta. John Lennon e Paul McCartney começaram a trabalhar separadamente em diferentes letras, até que Lennon acabou escrevendo este clássico que se encaixou perfeitamente ao objetivo proposto, pois a mensagem de amor contida na canção poderia ser facilmente interpretada ao redor do mundo.
Os Beatles foram transmitidos ao vivo diretamente do Abbey Road Studios em 25 de junho de 1967. A canção foi gravada durante a apresentação, embora eles tivessem preparado antecipadamente – num período de cinco dias – as gravações e a mixagem antes da transmissão. A letra trazia uma mensagem de paz nos tempos da Guerra do Vietnã. Os Beatles convidaram vários amigos para participarem do evento, cantando o coro da canção, entre eles Mick Jagger, Eric Clapton, Marianne Faithfull, Keith Moon e Graham Nash. O programa foi visto por cerca de 350 milhões de pessoas e foi responsável por eternizar ainda mais o nome dos Beatles na História da Humanidade. A gravação desta apresentação pode ser encontrada no álbum Magical Mystery Tour.